# Nigramma mediolinea
Nigramma mediolinea är en fjärilsart som beskrevs av Embrik Strand 1917. Nigramma mediolinea ingår i släktet Nigramma och familjen nattflyn. Inga underarter finns listade i Catalogue of Life.